# Polistes utakwae
Polistes utakwae är en getingart som beskrevs av Meade-waldo 1916. Polistes utakwae ingår i släktet pappersgetingar, och familjen getingar. Inga underarter finns listade i Catalogue of Life.